# Mindszenty tér (Esztergom)
A Mindszenty hercegprímás tere, vagy röviden csak Mindszenty tér, Esztergom egyik legnagyobb és legjelentősebb tere a  Vízivárosban. A városrész legnagyobb tereként közel 1200 m² területen terül el, döntően burkolt (macskaköves) felületekkel. Az épületekkel behatárolt térből három utca indul, a Berényi Zsigmond-, a Pázmány Péter- és a Kis-Duna sétány, valamint utóbbi találkozásánál található a Kossuth híd, amely a Prímás-szigetre vezet, valamint itt van az Erzsébet Park bejárata is. 
A Mindszenty téren számos esztergomi műemléki épület is megtalálható. A téren áll az egykori ideiglenes főszékesegyházi szerepet betöltő, kéttornyú Loyolai Szent Ignác-plébániatemplom. A templom közvetlen szomszédságában áll az esztergomi érsek rezidenciájának készült Prímási palota, amely többek között az ország leggazdagabb egyházi gyűjteményével is rendelkező Keresztény Múzeumának, valamint az Érseki Simor Könyvtárnak és a Prímási Levéltárnak is otthont ad. A téren található továbbá az MNM Balassa Bálint Múzeumának főépülete, a Szatmári Irgalmas Nővérek Tartományfőnökségének egy része, az Árpád-házi Szent Erzsébet Iskola, valamint lakóházak is. A Mindszenty téren áll továbbá a Pestis-Madonna szobor, amely az 1739-es pestis emlékére épült. A tér fölé magasodó, a Várhegyen álló bazilikára és a fellegvárra is remek kilátás nyílik a térről.

## Galéria

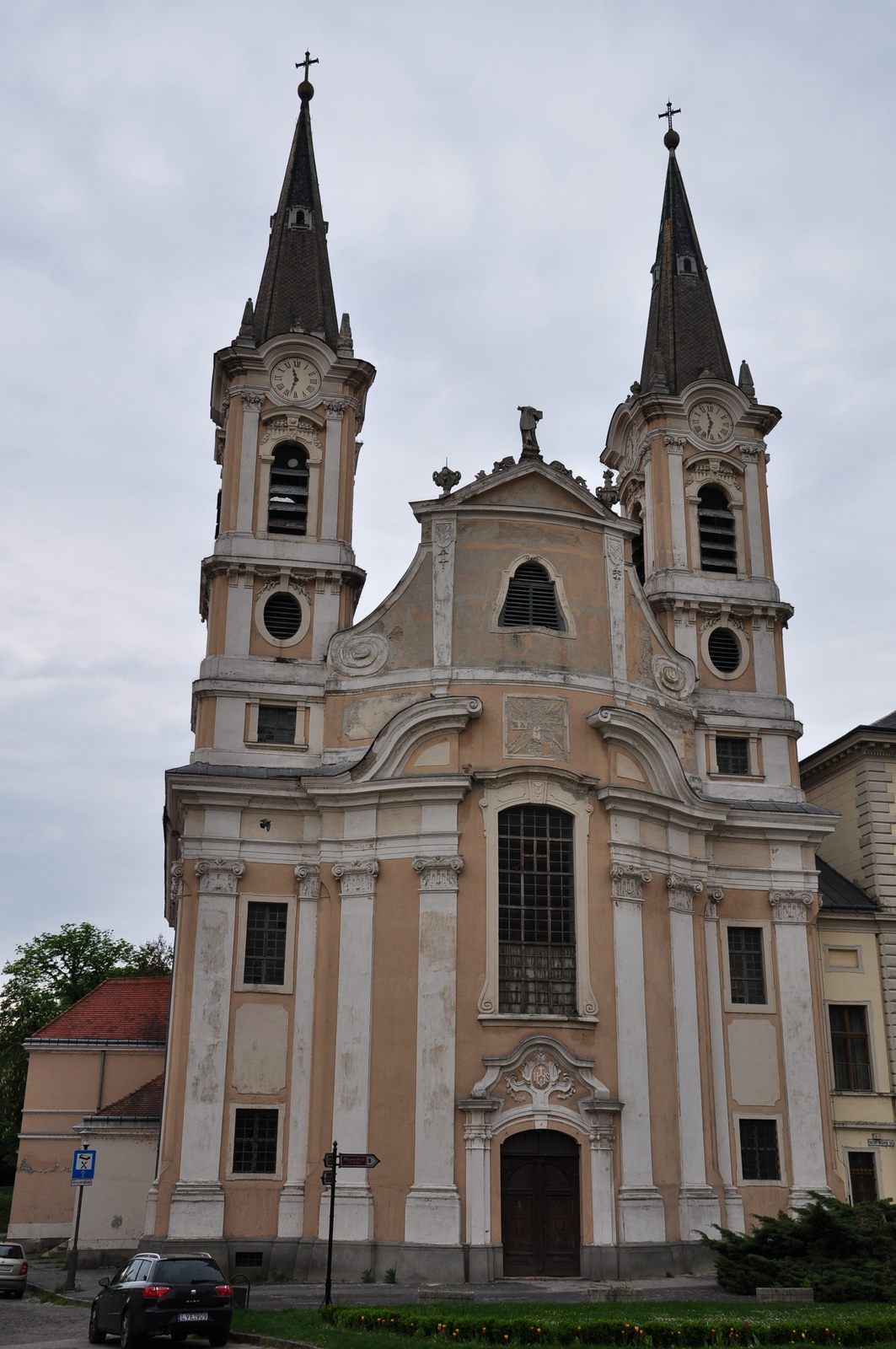
A Szent Ignác-plébániatemplom még fel nem újított főhomlokzata 2011-ben
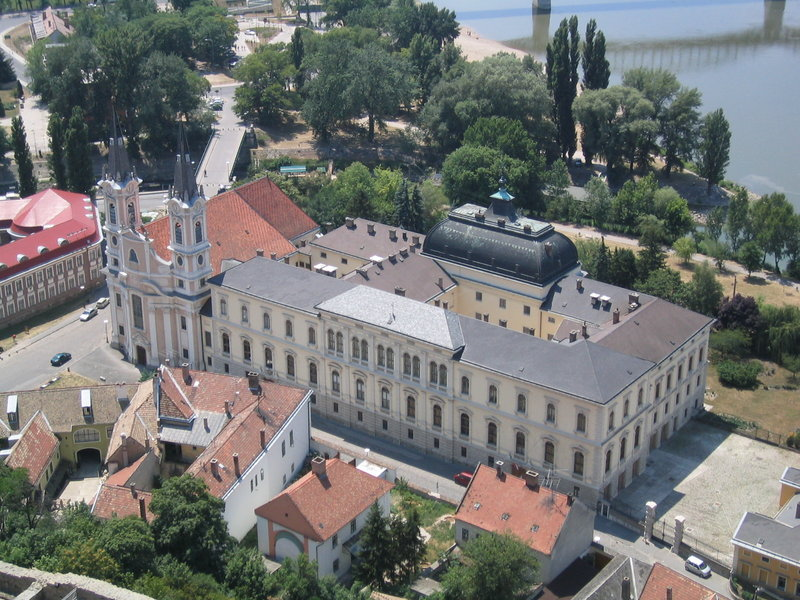
A tér a bazilikából szemlélve, központban a templommal és a Prímási palotával
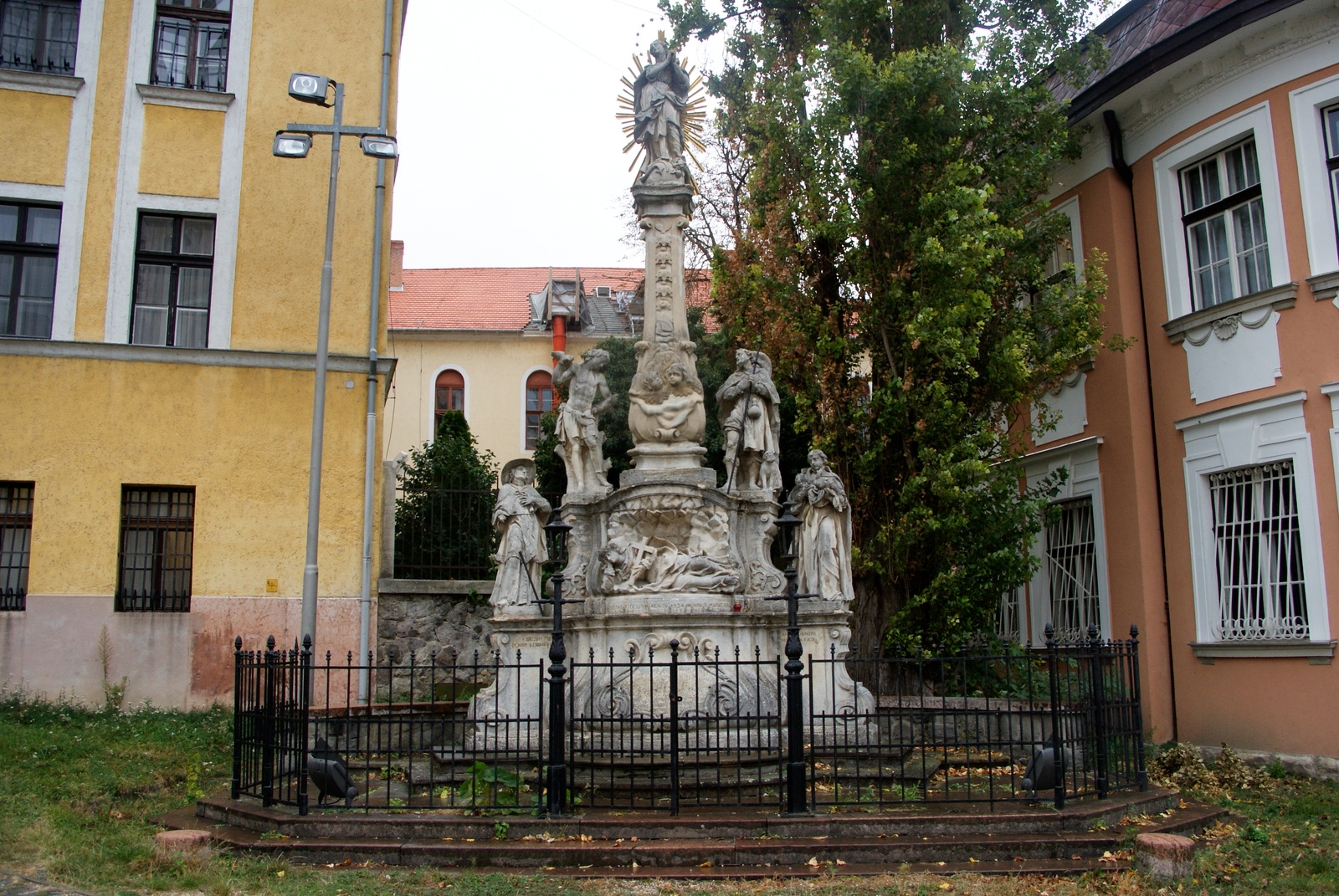
A mára már a plébániatemplom előtt álló Pestis-Madonna szobor